# James Ray Dixon
Pour les articles homonymes, voir Dixon.
James Ray Dixon est un herpétologiste américain né le 1er août 1928 à Houston, au Texas et décédé le 10 janvier 2015.

## Biographie
Dixon a fait ses études à l'université de Brownwood (Texas), avant d'obtenir un doctorat à l'université A&M du Texas.
Dixon travaille comme conservateur des reptiles à l'institution des reptiles Ross Allen de 1954 à 1955, puis comme professeur associé à l'école de médecine vétérinaire de l'université A&M de 1959 à 1961. De 1961 à 1965, il est professeur associé du département de la faune sauvage de l'université d'État du Nouveau-Mexique et est consultant auprès du département de la chasse et de la pêche auprès de l'État. De 1965 à 1967, il est conservateur de l'herpétologie à la division des sciences de la vie du Muséum du Comté de Los Angeles en Californie. En 1971, il revient au Texas où il devient professeur de l'université A&M, enseignant les sciences relatives à la chasse et de la faune sauvage. Il publie le premier guide de terre du Texas, intitulé Amphibians and Reptiles of Texas en 1987.
Il est professeur émérite à la Texas A&M University, où il travaille principalement sur l'histoire naturelle des amphibiens et reptiles du Texas. Un lézard a été nommé en son honneur, le Cnemidophorus dixoni.